# Инанч-хан
Инанч-хан, Инанч-Бильге-Буку хан, Эниат-хан (? — 1198, 1200 или 1202) — правитель найманов, живший во времена Чингисхана. После его смерти приблизительно в 1198 году (также иногда указываются 1200 и 1202 года) государство найманов распалось на два улуса во главе с Буюрук-ханом на Алтае и Таян-ханом на Чёрном Иртыше. 

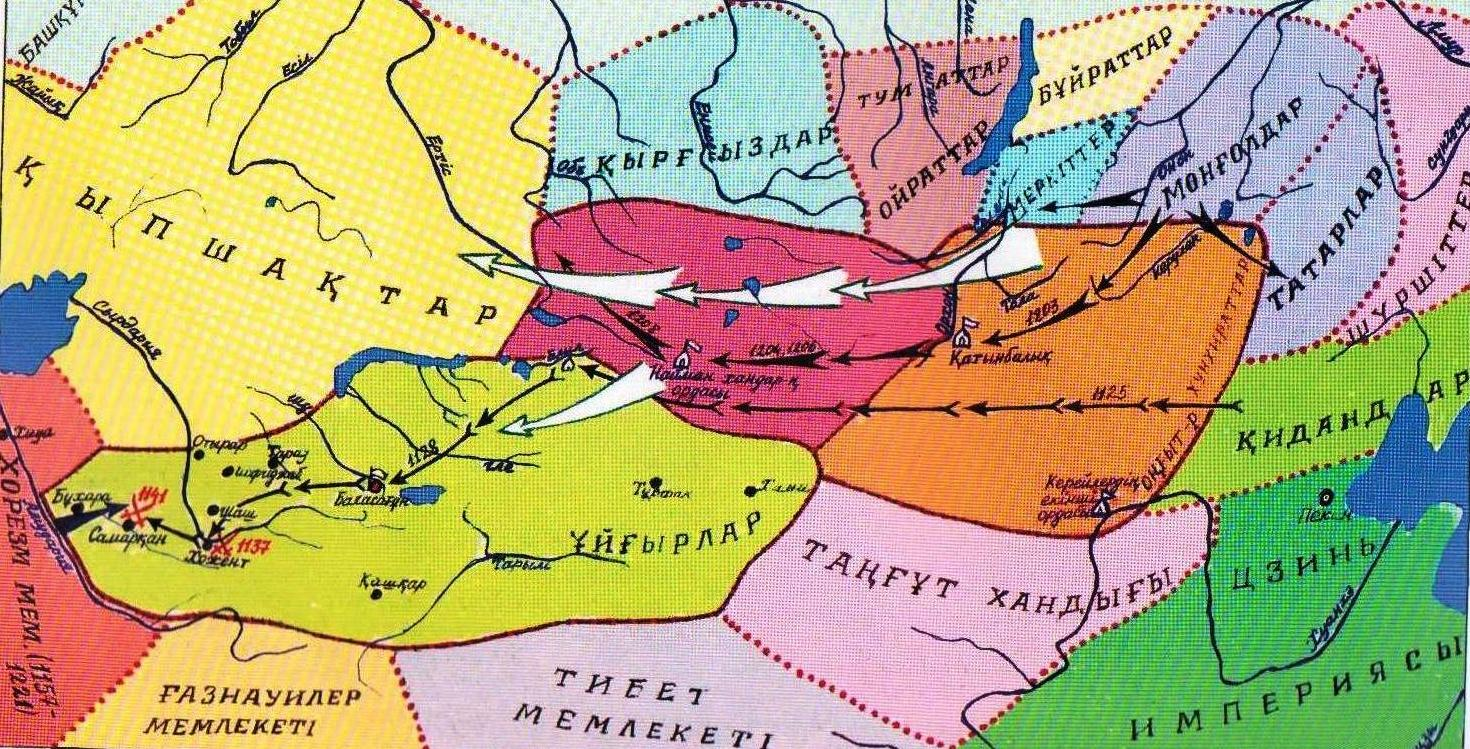
Найманская держава (в середине) и сопредельные страны

## Правление
Государство найманов занимало земли к западу от кереитов (кит. «западные цзубу») на Алтае, в Западной Монголии и Восточном Казахстане. С самого начала своего существования оно заняло враждебную к кереитам позицию, оспаривая у них гегемонию над кочевниками Центральной Азии. Несколько раз Инанч-хану удавалось посадить на престол в кереитском государстве своих ставленников.
После смерти Хурджакус-хана отношения найманов с кереитским ханом Тогорилом стали враждебными, так как Инанч-хан поддержал его брата Эрке-Хару, претендента на кереитский престол. Он отправил войско во главе Эрке-Хары на кереитский улус, чтобы наказать Тогорила за казнь своих кровных братьев. Несколько раз отправлял посольства во главе воеводы Кокэсу-Сарбаха к кереитскому хану и в столицу империи Цзинь Чжунду, целью которых была помощь для наказания Тогорил-хана.
Для Цзинь Инанч-хан считался опасным врагом: несколько раз он совершал набеги на земли каракитаев и тангутов.
В «Сокровенном сказании монголов» Инанч-хан изображён мудрым и храбрым правителем, «не показывавшим равному врагу ни молодецкой спины, ни конского тылу». После смерти Инанча в конце XII века найманское ханство распалось на две части, которые возглавили два его сына: Таян-хан и Буюрук-хан. Поскольку братья находились во вражде друг с другом, раскол ослабил найманов, что позже поспособствовало их разгрому и покорению Чингисханом.

## В культуре
Инанч-хан стал персонажем романа Исая Калашникова «Жестокий век» (1978).